# Erhan Mašović
Erhan Mašović (Novi Pazar, 22 de noviembre de 1998) es un futbolista serbio que juega en la demarcación de defensa para el VfL Bochum de la 2. Bundesliga.

## Selección nacional
Tras jugar en varias categorías inferiores de la selección, finalmente hizo su debut con la selección de fútbol de Serbia en un partido de la Liga de Naciones de la UEFA 2022-23 contra Eslovenia que finalizó con un resultado de 4-1 tras un gol de Petar Stojanović para Eslovenia, y de Sergej Milinković-Savić, Luka Jović, Nemanja Radonjić y otro de Aleksandar Mitrović.

## Clubes
| Club                | País       | Año       | Partidos | Goles |
| ------------------- | ---------- | --------- | -------- | ----- |
| FK Čukarički        | Serbia     | 2015-2017 | 40       | 0     |
| Club Brujas         | Bélgica    | 2017-2018 | 0        | 0     |
| AS Trenčín (cedido) | Eslovaquia | 2018-2019 | 17       | 0     |
| AC Horsens (cedido) | Dinamarca  | 2019-2020 | 21       | 0     |
| Club NXT            | Bélgica    | 2020      | 1        | 0     |
| VfL Bochum          | Alemania   | 2020-     | 112      | 5     |